# Jozo Matovac
Jozo Matovac (ur. 22 maja 1970) – szwedzki piłkarz pochodzenia chorwackiego występujący na pozycji obrońcy.

## Kariera klubowa
Matovac seniorską karierę rozpoczynał w 1987 roku w czwartoligowym zespole Gunnilse IS. W 1992 roku trafił do drugoligowego BK Häcken. W tym samym roku awansował z nim do Allsvenskan. W 1994 roku, po spadku klubu do drugiej ligi, Matovac został graczem pierwszoligowego Örgryte IS. W 1998 roku dotarł z nim do finału Pucharu Szwecji.
W 1998 roku Matovac przeszedł do duńskiego zespołu Aalborg BK. W 1999 roku zdobył z nim mistrzostwo Danii. W 2000 roku wrócił do Szwecji, gdzie został graczem klubu Helsingborgs IF. W 2002 roku zakończył karierę.

## Kariera reprezentacyjna
W reprezentacji Szwecji Matovac zadebiutował 9 lutego 1997 roku w wygranym 2:0 meczu Pucharu Króla Tajlandii z Rumunią, w którym strzelił także gola. W latach 1997–2001 drużynie narodowej rozegrał łącznie 9 spotkań i zdobył 1 bramkę.